# Нижня Рівна
Нижня Рівна, Рона-де-Жос (рум. Rona de Jos) — комуна у повіті Марамуреш в Румунії. До складу комуни входить єдине село Рона-де-Жос.
Комуна розташована на відстані 419 км на північ від Бухареста, 43 км на північний схід від Бая-Маре, 131 км на північ від Клуж-Напоки.

## Населення
За даними перепису населення 2002 року у комуні проживали 2110 осіб.
Національний склад населення комуни:
| Національність | Кількість осіб | Відсоток |
| -------------- | -------------- | -------- |
| румуни         | 2069           | 98,1%    |
| цигани         | 21             | 1,0%     |
| українці       | 18             | 0,9%     |
| угорці         | 2              | 0,1%     |

Рідною мовою назвали:
| Мова       | Кількість осіб | Відсоток |
| ---------- | -------------- | -------- |
| румунська  | 2071           | 98,2%    |
| циганська  | 21             | 1,0%     |
| українська | 17             | 0,8%     |
| угорська   | 1              | < 0,1%   |

Склад населення комуни за віросповіданням:
| Релігія        | Кількість осіб | Відсоток |
| -------------- | -------------- | -------- |
| православні    | 1857           | 88,0%    |
| бретрени       | 83             | 3,9%     |
| греко-католики | 79             | 3,7%     |
| адвентисти     | 36             | 1,7%     |
| п'ятдесятники  | 5              | 0,2%     |
| лютерани       | 2              | 0,1%     |
| не релігійні   | 2              | 0,1%     |
| реформати      | 1              | < 0,1%   |

## Зовнішні посилання
- Дані про комуну Рона-де-Жос на сайті Ghidul Primăriilor [Архівовано 15 березня 2012 у Wayback Machine.]